# Jô Bilac
Giovanni Ramalho Bilac, més conegut com a Jô Bilac, (Rio de Janeiro, c. 1984) és un dramaturg brasiler, que va debutar el 2006.
Fill de pare indi i mare brasilera, va viure gran part de la seva infància a Madrid. Quan va retornar al Brasil, va viure amb la seva família a Urca, un barri de Rio de Janeiro, i va tenir el seu primer contacte amb el món del teatre al Colégio Andrews. Més tard va començar a estudiar teatre a FAETEC (Niterói) i a l'Escola de Teatre Martins Pena. A dinou anys, va escriure la seva primera obra de teatre, Sangue na caixa de areia. El 2006 va fer el seu debut com a professional al centre de cultura Sérgio Porto amb l'obra Bruxarias urbanas.
El 2007 va escriure la comèdia Desperadas i les obres 2 p/ viagem i Cachorro!, aquesta última estrenada per la Companhia Teatro Independente. El 2008 Bilac va estrenar Limpe todo sangue antes que manche o carpete al Teatro Solar de Botafogo.
El 2010 Bilac va guanyar el Premi Shell per la seva obra Savana Glacial.

## Obres
- 2006 – Bruxarias urbanas
- 2007 – Desesperadas
- 2007 – 2 p/ viagem
- 2007 – Cachorro!
- 2008 – Limpe todo o sangue antes que manche o carpete
- 2009 – Rebú
- 2010 – Savana glacial*
- 2010 – O matador de santas
- 2011 – Serpente verde sabor maçã
- 2011 – Alguém acaba de morrer lá fora
- 2011 – O gato branco
- 2011 – Popcorn – Qualquer semelhança não é mera coincidência
- 2012 – Os mamutes
- 2012 – Cucaracha
- 2013 – Caixa de areia*
- 2013 – Petit monstre
- 2013 – Conselho de classe